# Arvière-en-Valromey
Arvière-en-Valromey – gmina we Francji, w regionie Owernia-Rodan-Alpy, w departamencie Ain. W 2013 roku liczba ludności wynosiła 733 mieszkańców. 
Gmina została utworzona 1 stycznia 2019 roku z połączenia czterech ówczesnych gmin: Brénaz, Chavornay, Lochieu oraz Virieu-le-Petit. Siedzibą gminy została miejscowość Virieu-le-Petit.